# 大正野郎
『大正野郎』（たいしょうやろう）は、山田芳裕の漫画作品。山田芳裕の商業誌デビュー作品でもある。『モーニング』や『モーニングオープン増刊号』などに掲載されていた。全14話。

## 概要
連載されていた作品ではなく13話、14話以外は読み切りとなっている。1987年の『モーニング』22号に初出、『モーニングオープン増刊』6号、7号、『モーニング』43号、『モーニングオープン増刊』8号、1988年『モーニング』14号、27号、『モーニングTHE OPEN』のA号、B号、1989年『モーニングTHE OPEN』のD号、G号、1990年『モーニング』12号、13号（以上、掲載順）に掲載。単行本はモーニングKC版全2巻、講談社漫画文庫版全1巻が刊行。
一人暮らしという意味の下宿ではなく、浅草のいわゆる下宿屋を舞台に、生活スタイルがレトロ志向な主人公と、その下宿先の人々などとのゆるやかな日常をつづった作品となっている。

## あらすじ
大正浪漫と芥川龍之介をこよなく愛し、服装や言葉遣いにもレトロなスタイルを貫く大学生・平。同じ下宿人の佐山や、下宿屋のおじさん、おばさん、その娘の由貴や大学の同級生との関わりの中で、変わり者扱いされたり、しばしば大正浪漫を愛する自分と周囲との感覚のズレを感じつつ、一方で金欠や恋愛に悩むなどの学生らしい生活を送っていく。

## 登場人物
平 徹（たいら てつ）
大正浪漫を愛し、レトロスタイルの生活を貫く一風変わった主人公。大学3年生で大学へは浅草から銀座線で通学している。一人称は「おいら」。服装もオールドファッションで、散髪は美容院よりも床屋を好んでいる。外出時は主に帽子とスーツといった出で立ち、下宿では襟の付いたシャツにサスペンダーが定番の格好となっている。言葉遣いも形式張った表現を用いたり、しばしば古語風の発音を使う。人生の全てにおいて芥川龍之介を理想としており、思想や生き方の手本としてだけでなく髪型などのファッションの手本としての研究にも余念がない。煙草はゴールデンバットか煙管を愛用。当初は同じ大学に通う女性をデートに誘おうと躍起になっていたが、自分の趣味趣向に理解を示してくれる由貴に好意を持ち、不器用ながらも真剣なアクションを掛け続け、紆余曲折の末に最終話でその想いを結実させる。主に日本郵便発行のものを中心とした切手収集を趣味としている。
佐山 二郎（さやま じろう）
平と同じ下宿で向かいの部屋に暮らしており、同じ大学の教育学部に通っている。埼玉県熊谷市出身。彫りの深い顔の二枚目。服装や髪型だけでなく、下宿の6畳間をやたらにファッショナブルにするなど、一見過剰に見えるほどお洒落に気を遣っている。また、大家の娘である由貴の誕生日には時計をプレゼントするなど、女性への気遣いもしっかりしており、平も羨むほど女性にもてる。ややキザな言動も目立つが、平のことは友人として見ており、時折、女性関係に対してアドバイスを送っている。
山田 由貴（やまだ ゆき）
平と佐山の住む下宿屋の大家の娘で家事手伝い。作中で誕生日を迎えて24歳になっている。穏やかな笑い声と、いつも微笑んだ表情が特徴的なおっとりとした女性。短大の家政科を出ており、母親の不在時には下宿屋の家事全般を担うなど、家事は一通りこなすことができる。作中では唯一、平の趣味を素直に評価している人物。当初は女性をデートに誘おうとしている平の相談に乗る場面もあったが、最終話では平からの愛の告白を受け入れる。
山田 マサル（やまだ まさる）
平と佐山からは「おじさん」とよばれている。二人が下宿する下宿屋の主人で由貴の父親。ただし下宿人は平と佐山の2人しかいない。会社勤めをしていて、丸いレンズの眼鏡に刈り上げ、七三分け、と昭和のサラリーマン風の容貌をしている。懐が深く、佐山の失礼な発言も笑って返す穏やかな人物。平ほどの執着やこだわりは見せてはいないものの、オールドスタイルの生活様式が好みのような描写が作品の端々に窺える。将棋二段と腕前も確かな大の将棋好きである。
由貴の母
名前は不明。普段は下宿屋の家事全般を担っており、割烹着がトレードマーク。夫とフルムーンに行くシーンもあり、夫婦仲は良好。由貴の母親らしく、いつも微笑んだ表情が特徴。民謡を習っている。
五十嵐（いがらし）
平と同じ大学の英文学科に通う女性。平が部屋探しを手伝ったこともある。イギリスに旅行して以来、服装だけでなく言葉の端々に英語が出るなど、本人も認めるようにかなり影響を受けている。平のオールドファッションを評価しているが、それが平のポリシーであることは全く考えにはなく、お洒落の一環であると勘違いしている。
土屋（つちや）
日焼けした風貌を持つ、おじさんの高校時代の友人。非常勤で技術の講師をやっている。キウイ棚を作る手伝いに平を誘い、平は手伝い賃につられて棚作りに出かけて行った。奥さんと顔がそっくりである。
小林先生（こばやしせんせい）
平が風邪をひいた時に往診に来た医者。夜間の往診にも「隣近所の仲」と言って快く引き受けてくれる地元の医者で、おじさんの将棋仲間。

## その他
- 筆で描かれたような手書き風のコマ割りがこの作品の一つの特徴となっている。

## 単行本
- モーニングKC-1047　大正野郎1　1988年11月22日　第1刷　ISBN 4-06-300047-8
- モーニングKC-1077　大正野郎2　1990年6月23日　第1刷　ISBN 4-06-300077-X
- 小学館文庫 山田芳裕傑作集1　大正野郎　2000年2月10日 ISBN 4-09-193321-1